# 알바니아 국가 올림픽 위원회
알바니아 국가 올림픽 위원회(알바니아어: Komiteti Olimpik Kombetar Shqiptar)는 알바니아의 국가 올림픽 위원회이다. IOC 코드는 ALB이다. 본부는 티라나에 있으며 유럽 올림픽 위원회에 소속되어 있다.
1958년에 설립되었으며 1959년에 국제 올림픽 위원회의 승인을 받았다. 24개 국가 하계 올림픽 종목 연맹과 2개 국가 동계 올림픽 종목 연맹, 20개 국가 비올림픽 종목 연맹이 소속되어 있으며 알바니아의 스포츠 발전을 담당한다. 또한 올림픽, 유러피언 게임을 비롯한 국제 스포츠 대회에 참가하는 알바니아의 선수들을 대표한다.

## 같이 보기
- 올림픽 알바니아 선수단